# Hilmar Eichhorn
Pour les articles homonymes, voir Eichhorn.
Hilmar Eichhorn, né à Dresde (Allemagne de l'Est) le 18 août 1954, est un acteur allemand.

## Biographie
Hilmar Eichhorn étudie à l'Académie des arts dramatiques Ernst Busch à Berlin puis obtient des engagements dans des compagnies théâtrales à Magdebourg, Halle et Leipzig. En 1978, il a le rôle-titre dans le film biographique de Lothar Warneke sur les dernières années du poète Georg Büchner, Addio, piccola mia. S'ensuivent plusieurs engagements pour la société de production de films est-allemande Deutsche Film AG (DEFA), ainsi que pour la télévision de la République démocratique allemande. À partir de l'automne 1990, il devient également connu du grand public grâce à travers divers rôles au cinéma et à la télévision ouest-allemands.

## Filmographie partielle
- 1979 : Addio, piccola mia de Lothar Warneke : Georg Büchner
- 2009 : Inglourious Basterds de Quentin Tarantino : Emil Jannings
- 2010 : Goethe! (Young Goethe in Love) de Philipp Stölzl
- 2012 : Mann tut was Mann kann de Marc Rothemund
- 2018 : Gundermann :
- 2024 : La Belle Affaire ( 	Zwei zu Eins) de Natja Brunckhorst